# Cane Bac Ha

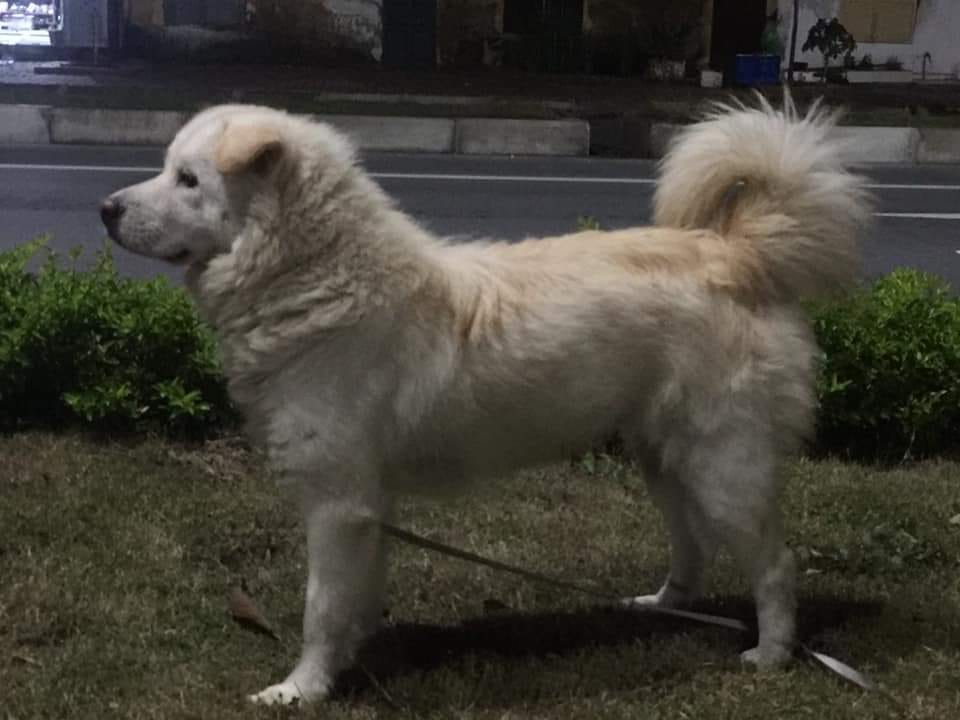
Cane Bac ha

Il cane Bac Ha in lingua vietnamita: Chó Bắc Hà o Vitespitz è un cane vietnamita originario della montagne del nord-ovest del paese, nella provincia di Lao Cai; dove il gruppo etnico dei H'Mong lo usa per la guardia e la caccia.
Il cane Bac Ha è una delle quattro specie di cani vietnamite.

## Caratteristiche
Il cane Bac Ha è un cane di taglia media, la lunghezza del corpo è leggermente più lunga della sua altezza.
Esso ha da adulto un'altezza compresa tra 50 cm e 60 cm, le femmine 50–55 cm i maschi 55–60 cm. Il peso varia da 16 a 26 kg, 16–23 kg per le femmine e 19–26 kg per i maschi.
Il cane Bac Ha ha una testa grande, fronte leggermente sporgente. gli occhi sono grandi e color ambra, i loro musi sono sottili. Le orecchie sono piegate ma si rizzano quando il cane attento a qualcosa.
Il pelo è lungo e spesso, da qui il nome con cui è spesso chiamato: barboncino. Il pelo attorno al collo, in pochi esemplari, è presente come una folta criniera di tipo leonino, più accentuata nei maschi. I colori del pelo sono: tigrato, bianco, grigio e nero; più raro il colore rosso noto come color fuoco. La coda è portata arrotolata sul dorso.
La lunga domesticazione da parte del popolo Bac Ha lo ha reso un cane docile e amichevole anche con altri animali.
Durante la caccia agisce solitamente in gruppi di 4-5 animali agendo come un vero branco di lupi.
La razza è riconosciuta dalla VKA (associazione cinofila vietnamita), che ne ha riconosciuto lo standard in data 18 settembre 2019.
Spesso si trova in forma ibridata.